# Pocket PC
Pocket PC（简称PPC）是基于微软的Windows Mobile操作系统的一种掌上电脑。

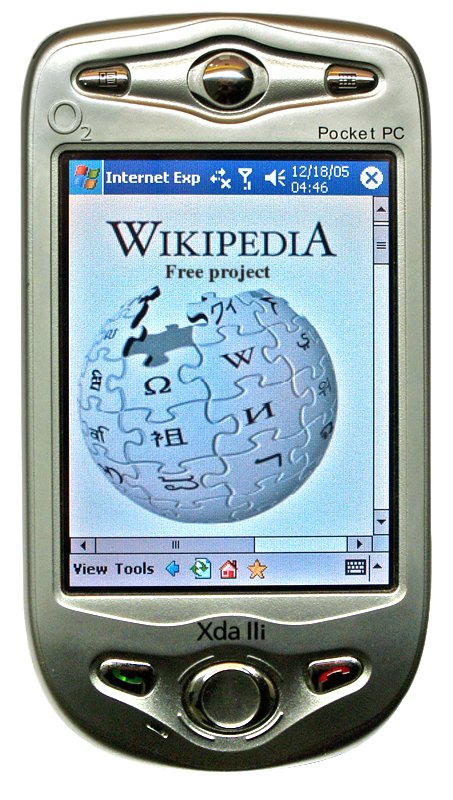
一款搭載微軟Windows Mobile系統的Pocket PC

## 簡介
相对于PDA，PPC是一种狭隘得多的概念，专指使用微软Windows Mobile系列操作系统的PDA。最早的Windows Mobile操作系统是Pocket PC 1.0，一款不怎么成功的操作系统，但PPC由此得名。随后的Pocket PC 2002、Windows Mobile 2003、Windows Mobile 2003 SE都是非常成功的操作系统。现在最新的Pocket PC系列操作系统为Windows Moblie 6.5。与其他操作系统的PDA相比，PPC所公认的优势在于：
1. 友好的用户界面和更佳的易用性（与PC版Windows操作系统相似）
2. 与PC平台极佳的兼容性
3. 更广泛的软件及硬件扩展支持

制造Pocket PC的著名厂家有HTC（Dopod，Qtek）、HP、Dell（絕大部份地區已於2007年開始停止發售）、ASUS等。
与PPC同时期的另一种常见的掌上电脑操作系统是Palm OS，与之相应的掌上电脑称为Palm。
还有少量掌上电脑使用Linux操作系统。
随着Windows Mobile系统和手机的不断发展，不少流動電話开始以Windows Moblie為操作系统，Windows Moblie本身亦加入了對流動電話的支持。一时间，基于Windows Mobile操作系统的手机成为了高端智能手机的象征。2007年之后，以Windows Moblie為操作系统的Pocket PC和移动电话的市场份额开始连续下滑，越来越多的流動電話都以Android為操作系统，而苹果IOS操作系统也占据了市场的大量份额。windows mobile系统之后，微软发布了UI界面大幅改进的Windows Phone 7操作系统作为其继任者。随后又发布了Windows Phone 8操作系统。不过目前来自微软操作系统的手机占据全球手机市场份额仍旧极其微小。

## 定義
根據微軟的解釋，Pocket PC是「一個可以用於收發和儲存電郵、能作為通訊錄、日程記錄、工作安排、多媒體檔案播放、遊戲、與MSN交換文字訊息、瀏覽網頁及其他功能的手提裝置。」（原文："a handheld device that enables users to store and retrieve e-mail, contacts, appointments, tasks, play multimedia files, games, exchange text messages with Windows Live Messenger (MSN Messenger), browse the Web, and more."）
總括來說，Pocket PC必須具布下列特徵：
- 使用Microsoft Windows Mobile, Pocket PC版本的作業系統。注意：Windows CE亦屬於Microsoft Windows Mobile系列。
- 由Pocket PC製造商制定的Pocket PC專用的軟件套裝並與作業系統一同安裝在系統ROM中
- 輕觸式螢幕
- 硬體方向鍵和功能鍵，一般為一組五方向鍵和四個由Pocket PC製造商制定的功能鍵
- ARM核心的CPU